# Mercavalència
Mercavalència és el centre agroalimentari comercial i logístic més gran de València. Unes tres cents empreses hi ofereixen els seus serveis d'elaboració, comerç, distribució, importació i exportació de productes frescos i congelats. Es va constituir el novembre del 1967 i les seves instal·lacions van ser inaugurades el 1976. Els seus accionistes són l'Ajuntament de València amb una participació del 51% del capital social i Mercasa amb el 49% restant. Té un pes important en l'economia de la zona.
El polígon on està ubicat Mercavalència té una superfície de 485.000 m² en un indret amb accés directe a l'autopista V-30, el que permet enllaçar ràpidament amb les vies d'entrada i sortida de la ciutat. L'àrea d'influència de Mercavalència engloba uns quatre milions de consumidors, dels que dos i mig corresponen a la província de València i més de 800.000 a la mateixa ciutat de València.